# Der Weg nach Bali
Der Weg nach Bali ist eine US-amerikanische Filmkomödie aus dem Jahr 1952. Regie führte Hal Walker nach einem Drehbuch von Frank Butler, Hal Kanter und William Morrow. Die Hauptrollen spielten Bob Hope, Bing Crosby und Dorothy Lamour.

## Handlung
Die beiden amerikanischen Sänger Harold Gridley und George Cochran müssen am Ende eines Auftritts in Melbourne durch den Publikumsausgang fliehen: Zwei heiratswillige, junge Frauen, denen Harold und George jeweils beide die Hochzeit versprochen hatten, versperren zusammen mit ihren wütenden Vätern beide Seiten der Bühne. Die Flucht in einem Zug (das heißt, George im Zug und Harold eher darunter) währt nur kurz, da auch dort einer der Väter nach ihnen sucht. In letzter Sekunde springt George aus dem Fenster und reißt Harold mit sich. Sie landen im Outback und reisen zu Fuß in Begleitung einer Schafherde weiter – als sie endlich einen Ort erreichen, haben sie lange Bärte. Sie suchen Arbeit, bekommen aber lediglich die Möglichkeit, als Tiefseetaucher für den Prinzen Ken Arok zu arbeiten. Er möchte einen Schatz heben, und mehrere Taucher sind bereits bei dem Versuch gestorben. Zunächst bringt Ken Arok Harold und George in den Palast, in dem er und seine Cousine, Prinzessin Lahla, leben. Lahla möchte nichts mit Ken Aroks Vorhaben zu tun haben, sie nennt sein Vorgehen Mord. Nach einer Willkommensfeier erzählt sie George daher von dem Tintenfisch, der den Schatz bewacht und bisher alle Taucher getötet hat, die ihm zu nahe kamen. George meint daraufhin, Harold würde das schon machen. Dieser ist jedoch gerade mit einem Korb beschäftigt, den er auf der Feier bekommen hat. Wenn man mit der dazugehörigen Flöte spielt, steigt eine junge Frau aus diesem Korb.
Schon am nächsten Morgen drängt Ken Arok auf den Tauchgang. Harold weiß nichts von der Gefahr, taucht aber, weil George ihm gesagt hat, dass Lahla den erfolgreichen Taucher heiraten werde. Er hat Erfolg, wird aber dann von dem Tintenfisch angegriffen. Ken Arok und seine Helfer sind nun nur an dem Schatz interessiert. Lahla und George versuchen Harold wieder an Bord zu bringen. Als das endlich gelingt, sind die Helfer bereits vom Boot geflüchtet. Ken Arok wurde von einem Tentakel von Bord gezogen. Lahla fürchtet, dass Ken Arok sie ermorden will und reist daher mit George und Harold Richtung Bali. Beide werben um Lahla, die kann sich aber nicht entscheiden – eigentlich liebt sie George, Harold erinnert sie aber an einen Freund aus Kindheitstagen, einen Schimpansen. Bald läuft das Boot auf Grund und sinkt. Die drei retten sich auf eine Vulkaninsel. Nach kurzer Erkundung finden sie eine Hütte, in der sie die nächsten Tage verbringen. Nach ein paar Vorkommnissen (so „verliebt“ sich ein Gorillaweibchen zunächst in Harold, dann in George) werden sie von einer Gruppe von Wilden gefangen genommen; es scheint sich um Kannibalen zu handeln.
Im Dorf der Entführer werden die drei eingesperrt. Als erste wird Lahla Bhoma Da vorgeführt, der sich als guter Freund von Lahlas Vater herausstellt. Er ermutigt Lahla, beide zu heiraten. Auf der Insel geht das ohne Weiteres, da Frauen dort mehrere Männer haben können. Die Hochzeitsvorbereitungen beginnen, doch will der König der Insel Lahla für sich selbst haben. So beschließt er, George mit Harold zu verheiraten. In der Meinung, Lahla zu heiraten, führen die beiden die Hochzeit durch. Als sie erkennen, was passiert ist, erfahren sie auch, dass sie beide demnächst getötet werden sollen. Doch der Vulkan bricht aus, und sie können sich befreien. Sie retten Lahla und eilen mit ihr an den Strand. Dort erklärt Lahla, dass sie sich entschieden hat, George zu heiraten. Harold soll doch eine Frau aus dem Korb kommen lassen. Zu seiner Freude steigt Jane Russell heraus, doch auch sie wendet sich George zu. So geht George glücklich mit den beiden Frauen fort, während Harold vergeblich versucht, das Ende des Films zu verhindern.

## Produktion
Nach Der Weg nach Singapur (1940), Der Weg nach Sansibar (1941), Der Weg nach Marokko (1942), Der Weg nach Utopia (1946) und Der Weg nach Rio (1947) dauerte es fünf Jahre, bis die erfolgreiche Filmserie fortgesetzt wurde. Der sechste Film sollte ursprünglich Road to Hollywood (auf Deutsch Der Weg nach Hollywood) heißen, wurde dann aber zu Der Weg nach Bali umbenannt. Nachdem die fünf ersten Filme alle in schwarz-weiß waren, wurde Der Weg nach Bali in Technicolor gedreht. Der letzte Teil der Serie, Der Weg nach Hongkong, war 1962 wieder in schwarz-weiß.

### Produktionsfirmen
Der Weg nach Bali wurde von Paramount Pictures, Bing Crosby Enterprises und Hope Enterprises produziert. Die Darsteller und Mitglieder des Stabs wurden von jeder der Produktionsfirmen einzeln bezahlt.

### Cast & Crew
Wie schon in allen früheren Filmen der Serie erhielten Bob Hope, Bing Crosby und Dorothy Lamour die Hauptrollen. Für Dorothy Lamour war dies allerdings der letzte Film der Serie, in dem sie eine Hauptrolle hatte. Bei Der Weg nach Hongkong bekam sie nur einen Cameoauftritt. Da sie im Gegensatz zu Bob Hope und Bing Crosby nicht mitproduzierte, arbeitete sie außerdem für ein Festgehalt, erhielt also keine Gewinnbeteiligung. Als sie eine gleichberechtigte Gage bei der Erstellung des Soundtrackalbums forderte, wurde sie kommentarlos durch Peggy Lee ersetzt. Die Rolle in Der Weg nach Bali war ihre letzte Hauptrolle in einem Film.
Mehr als bei den Vorgängerfilmen wurden in Der Weg nach Bali Cameos verwendet. So erscheint Bing Crosbys Bruder Bob in einer Szene auf der Vulkaninsel, gibt einen Schuss ab und geht wieder. Bing Crosbys Figur bemerkt dazu, er habe ihm einen Auftritt (englisch: Shot) in dem Film versprochen. Dean Martin und Jerry Lewis sind in einem Traum von Prinzessin Lalah als Paar zu sehen, Jerry Lewis als Frau und mit Lalahs Kopfschmuck. Auch Jane Russell hat einen Kurzauftritt ganz am Ende des Films. Zudem ist Humphrey Bogart kurz zu sehen, wie er ein Schiff durch einen Fluss zieht. Dies ist allerdings kein Auftritt Bogarts; die Szene aus African Queen wurde einfach in den Film geschnitten.
Den Gorilla verkörperte Steve Calvert, einer der profiliertesten Gorilladarsteller der 1950er Jahre in Hollywood.
Für die Kostüme in Der Weg nach Bali war Edith Head verantwortlich, für das Szenenbild Hal Pereira, J. McMillan Johnson, Sam Comer und Ross Dowd.

### Dreharbeiten
Die Dreharbeiten von Der Weg nach Bali liefen von Ende April bis Ende Juni 1952. Gedreht wurde in den Paramount Studios.

### Szenen
Neben der schon erwähnten Szene mit Humphrey Bogart wurden auch die Tricksequenzen mit dem Tintenfisch aus einem anderen Film übernommen, in diesem Fall aus Piraten im karibischen Meer. Auf der anderen Seite wurde, wie Adolph Zukor, damals Aufsichtsratsvorsitzender von Paramount, in seiner Autobiografie 1953 schrieb, ein aufwändiges Wasserballett aus dem Film geschnitten, weil in den Previews das Publikum die Szene ablehnte.

### Musik
Die Filmmusik stammt von Joseph J. Lilley. Eine deutlich größere Rolle in Der Weg nach Bali spielen jedoch die von Jimmy Van Heusen (Musik) und Johnny Burke (Text) geschriebenen Lieder. Die sechs Lieder, die für den Film entstanden waren, wurden bereits 1952 als Schallplatte veröffentlicht. The Road to Bali war allerdings nicht im Film zu hören. To See You, das Bing Crosby als George zu Lahla an Bord des Bootes singt, wurde im Film mit einem Scherz eingeleitet: Harold kündigt an, dass George nun singen würde, und ergänzt in der deutschen Fassung „Tun Sie ihm doch den Gefallen und hören Sie ihm zu.“ In der Originalversion empfiehlt er dagegen dem Publikum, sich Popcorn zu holen. Mit Chicago Style werden George und Harold, mit Moonflowers Prinzessin Lahla eingeführt. Am Abend des Festes im Palast haben George und Harold einen Auftritt als Schotten und singen Hot Mon. George, Harold und Lahla thematisieren die Frage, warum sich Lahla nicht so recht entscheiden mag, auf der Vulkaninsel mit dem Lied Merry-Go-Run-Around.

### Erstaufführung
Der Weg nach Bali wurde am 25. Dezember 1952 in Los Angeles uraufgeführt und kam im Januar 1953 in die US-amerikanischen Kinos. Der Film wurde von Paramount Pictures vertrieben.
Die deutsche Erstaufführung war am 14. August 1953, die österreichische am 18. Dezember 1953.

### Synchronisation
An der Synchronisation von Der Weg nach Bali waren neben anderen beteiligt:
| Rolle            | Schauspieler   | Synchronsprecher |
| ---------------- | -------------- | ---------------- |
| Harold Gridley   | Bob Hope       | Georg Thomalla   |
| George Cochran   | Bing Crosby    | Paul Klinger     |
| Prinzessin Lalah | Dorothy Lamour | Friedel Schuster |
| Ken Arok         | Murvyn Vye     | Paul Wagner      |

## Rezeption

### Kritiken

#### Zeitgenössische Kritiken
Schon die zeitgenössischen Kritiken zeigten deutlich verschiedene Bewertungen. So war Bosley Crowther von der New York Times schlicht begeistert von Der Weg nach Bali. Er fand den Film außerordentlich witzig und meinte, sie seien nie besser gewesen. Die Kritiker der Variety bemängelten dagegen, dass keine nennenswerte Geschichte erzählt werde. Sie diene lediglich dazu, die Grundlage für Witzchen und Slapstick zu schaffen. Das einzige Ziel sei es, durch unsinnige Späße zu amüsieren. Das funktioniere nicht immer, und manchmal sei Der Weg nach Bali nicht unterhaltsam, aber im Großen und Ganzen werde das Ziel erreicht, der Film habe die Aussicht, finanziell erfolgreich zu werden. Genau daran zweifelte aber der Spiegel „angesichts [der] technicolorierten Langweiligkeit“ des Films. Auch sonst wurde Der Weg nach Bali mit harschen Worten niedergemacht. Paimann’s Filmlisten sahen eine „[e]xotische Groteske“, die auf „Freunde des Genres“ eine „Lachwirkung“ ausübe. Ansonsten erwähnte man „keineswegs neue aber wohlgenutzte Gags und die mittelgute Farbenphotographie.“

#### Spätere Kritiken
Craig Butler kritisiert ebenfalls die Geschichte. Sie sei schon sehr dünn, sogar für einen Film der Der Weg nach Reihe. Daher liege der Fokus auf den Witzen und den Songs, die zwar absolut in Ordnung seien, aber irgendwie nicht richtig zusammenpassen. Es gäbe viel Genreparodie und auch viele Cameos. Alles in allem sei es aber liebenswerter und anspruchsloser Spaß und manchmal sehr witzig. Ähnlich sah es John Sinnott, der in seiner Kritik allerdings Der Weg nach Bali und seinen Vorgänger, Der Weg nach Rio zusammen bewertete. Die Story sei nicht wirklich wichtig, und der Film nehme sich oft selbst nicht ernst. Sinnott hebt die Chemie zwischen Bob Hope und Bing Crosby hervor, und dass die Hauptrollen sich manchmal direkt an das Publikum wenden. Der Film habe ihm wirklich Spaß gemacht. Hal Erickson meinte, der Film sei nicht so frisch und spontan wie andere aus der Reihe, mag aber die Gags und die Cameos. Jonathan Rosenbaum schrieb, dass er den Film geliebt habe, als er neun war, und vermutet, dass manches an ihm immer noch recht lustig sein könnte. Jedenfalls würden die Cameos und Technicolor helfen. Das Lexikon des internationalen Films sah eine „[t]eilweise als originelle Selbstpersiflage Hollywoods angelegte Slapstick-Komödie.“
Phil Hall meinte, wer die anderen Film der Reihe nicht kenne, könnte Der Weg nach Bali zumindest teilweise witzig finden, wenn auch auf eine eher sentimentale Art. Wenn man die anderen Filme aber kenne, wirke dieser wie eine Wiederholung. Über dem gesamten Film hänge ein Gefühl, das alles schon gesehen zu haben; viel von dem Humor der Figuren und den verrückten Situationen, in die sie sich bringen, wirke wie eine zweite oder dritte Version von ähnlichen Gegebenheiten der früheren Filme. Die vielen Cameos erklärt er sich mit der Vermutung, dass die Produzenten bemerkt hätten, dass es dem Film an etwas fehle. Das einzige, was wirklich anders sei, sei, dass es sich um einen Farbfilm handelt. Doch die zusätzliche Farbe könne den „monochromatischen Humor“ nicht verstecken. Dennis Schwartz mochte den Film gar nicht. Er habe einen übermäßig großen Anteil an lahmen Witzen. Zudem wirkten Hope und Crosby wie müde Reisende. Lediglich die Cameos würden etwas helfen.

### Einspielergebnis
In der im Januar 1954 von Variety veröffentlichten Liste der kassenstärksten Filme in den USA und Kanada für das Jahr 1953 steht Der Weg nach Bali mit drei Millionen Dollar an der 21. Stelle, beziehungsweise gleichauf mit den Filmen Einmal wird die Sonne wieder scheinen, Die Welt gehört ihm und Ein Herz und eine Krone auf Platz 19. Die ersten fünf Filme der Reihe hatten jeweils mindestens vier Millionen Dollar eingespielt.

## Copyright
Für Filme, die in den USA ihr Copyright vor dem 1. Januar 1978 bekommen hatten, musste das Copyright nach 28 Jahren erneuert werden. Keine der drei Produktionsfirmen, die sich das Copyright teilten, schaffte es, rechtzeitig die Verlängerung zu beantragen. Deswegen ging Der Weg nach Bali Anfang 1981 in den USA in die Public Domain über. In Deutschland, Österreich und der Schweiz gilt diese Regelung allerdings nicht, sodass der Film in diesen Ländern nicht gemeinfrei ist.